# SMS Lützow
SMS Lützow byl bitevní křižník Německého císařského námořnictva třídy Derfflinger. Měl sesterské lodě SMS Derfflinger a SMS Hindenburg. Původním nositelem jména lodi byl pruský generál Ludwig Adolf Wilhelm von Lützow. Loď čekalo jen několikaměsíční operační nasazení, jelikož už 31. května 1916 byla potopena po bitvě u Jutska.

## Stavba
Stavba lodi začala v květnu 1912 v loděnici Schichau-Werft v Danzigu. Dne 29. listopadu 1913 byl trup lodi spuštěn na vodu a 8. srpna 1915 byl Lützow dokončen. Na zkušebních plavbách však loď postihla havárie turbín a období až do března 1916 pak strávila v opravě.

## Operační nasazení

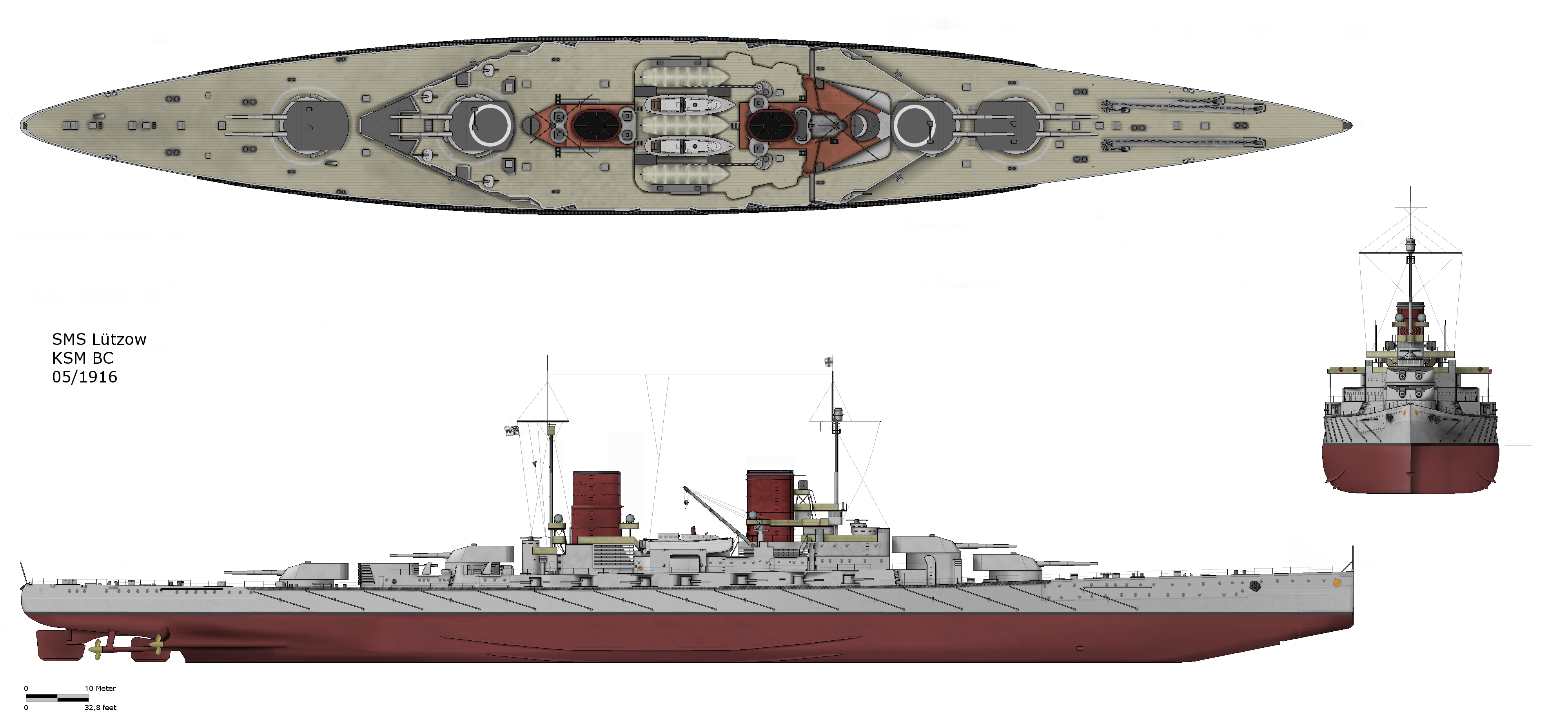
Podoba křížníku Lützow v době bitvy u Jutska

Dne 24. dubna 1916 se Lützow účastnil ostřelování anglických přístavů Yarmouth a Lowestoft.
Jak Lützow, tak jeho sesterská loď Derfflinger se účastnily bitvy u Jutska ve dnech 31. května až 1. června 1916 (Hindenburg byl dokončen až o rok později). Lützow zde sloužil jako vlajková loď admirála Franze von Hipper. Obě lodi se podílely na potopení britských bitevních křižníků HMS Invincible a HMS Queen Mary. Obě německé lodě ale byly v bitvě také vážně poškozeny.
Lützow zasáhlo více než 24 projektilů, přičemž čtyři měly ráži 380mm. Loď nabrala značné množství vody a její příď se postupně tak ponořila, že se lodní šrouby začaly vynořovat z vody. Loď blížila k ústí Kielského průplavu, měla však tak velký ponor, že by uvázla na mělčinách a proto byla potopena torpédoborcem G38 ve vzdálenosti okolo 100 mil západně od pobřeží Dánska.
Ztráta nedávno dokončeného a moderního křižníku Lützow byla největší ztrátou císařského námořnictva v celé bitvě. Vrak lodi se dodnes nachází na mořském dně. V 60. letech zčásti rozebrán, zbytek byl prohlášen za válečný hrob.